# Notarius troschelii
Notarius troschelii es una especie de pez de la familia Ariidae en el orden de los Siluriformes.

## Morfología
• Los machos pueden llegar alcanzar los 52 cm de longitud total.
- De color marrón oscuro o azulado en la parte últimas y de color blanco plateado en los costados y el vientre. Las aletas son oscuras.[2]

## Distribución geográfica
Se encuentra en la costa del  Pacífico entre México y Perú.

## Utilidad económica
Se comercializa fresco.